# Oxylaena acicularis
 Oxylaena acicularis   (Benth.) Anderb., 1991 è una specie di pianta angiosperma dicotiledone della famiglia delle Asteraceae (sottofamiglia Asteroideae).  Oxylaena acicularis è anche l'unica specie del genere  Oxylaena  Benth. ex Anderb., 1991.

## Etimologia
Il nome scientifico della specie è stato definito dai botanici George Bentham (1800-1884) e Arne A. Anderberg (1954-) nella pubblicazione " Opera Botanica a Societate Botanica Lundensi. Lund, Copenhagen" ( Opera Bot. 104: 53 (1991)) del 1991. Il nome scientifico del genere è stato definito nella stessa pubblicazione.

## Descrizione
Habitus. Oxylaena acicularis ha un habitus arbustivo grossolanamente peloso; inoltre è priva di lattice.
Radici. Le radici sono secondarie da rizoma.
Fusto. La parte aerea in genere è eretta, semplice o ramosa. Altezza media: 20 cm.
Foglie. Le foglie in genere sono cauline disposte in modo alternato e sono picciolate o sessili (quelle superiori). Il contorno della lamina è intero con superfici piatte e forme filiformi allargate. I margini sono revoluti. Su entrambe le facce sono tomentose.
Infiorescenza. Le sinflorescenze sono scapose (capolini solitari). Le infiorescenze vere e proprie sono formate da un capolino terminale peduncolato (peduncoli ispidi) di tipo radiato. I capolini sono formati da un involucro, con forme da campanulate a coppa, composto da diverse brattee, al cui interno un ricettacolo fa da base ai fiori di due tipi: quelli esterni del raggio e quelli più interni del disco. Le brattee, cartilaginee, sono disposte in modo più o meno embricato su più serie e possono essere connate alla base;  talora possono avere un margine ialino. Il ricettacolo è nudo (senza pagliette a protezione della base dei fiori); la forma è piatta.
Fiori.  I fiori sono tetra-ciclici (formati cioè da 4 verticilli: calice – corolla – androceo – gineceo) e pentameri (calice e corolla formati da 5 elementi). Sono inoltre ermafroditi, più precisamente i fiori del raggio (quelli ligulati e zigomorfi) sono femminili; mentre quelli del disco centrale (tubulosi e actinomorfi) sono funzionalmente maschili.
- Formula fiorale:

*/x K {\displaystyle \infty }, [C (5), A (5)], G 2 (infero), achenio
- Calice: i sepali del calice sono ridotti ad una coroncina di squame.
- Corolla: nella parte inferiore i petali della corolla sono saldati insieme e formano un tubo. In particolare le corolle dei fiori del disco centrale (tubulosi) terminano con delle fauci dilatate a raggiera con cinque lobi più o meno patenti. Nella corolla dei fiori periferici (ligulati) il tubo si trasforma in un prolungamento ligulato, terminante generalmente con tre denti. Il colore delle corolle è giallo (sotto sono arancione).
- Androceo: gli stami sono 5 con dei filamenti liberi. La parte basale del collare dei filamenti può essere dilatata. Le antere invece sono saldate fra di loro e formano un manicotto che circonda lo stilo. Le appendici apicali delle antere sono concave. Le teche (produttrici del polline) non sono calcarate (sono cioè prive di speroni), ma hanno le code (caudate). La struttura delle antere è di tipo tetrasporangiato, raramente sono bisporangiate. Il tessuto endoteciale è polarizzato. Il polline è di tipo echinato (con punte sporgenti) a forma sferica.
- Gineceo: l'ovario è infero uniloculare formato da 2 carpelli. Lo stilo (il recettore del polline) è biforcato con due stigmi ottusi e pubescenti dorsalmente. Le superfici stigmatiche sono continue (e divise almeno alla base) o separate. Dei peli radicali formano un anello alla base dello stilo; la pubescenza può arrivare fin sotto gli stigmi.
- Antesi: da agosto a settembre.

Frutti. I frutti sono degli acheni senza pappo. Gli acheni presentano a volte un esocarpo carnoso e colorato e sono molto variabili nelle forme e dimensioni: in genere sono ellissoidi (reniformi) e glabri. Lunghezza degli acheni: 3 mm.

## Biologia
Impollinazione: l'impollinazione avviene tramite insetti (impollinazione entomogama tramite farfalle diurne e notturne).

Riproduzione: la fecondazione avviene fondamentalmente tramite l'impollinazione dei fiori (vedi sopra).

Dispersione: i semi (gli acheni) cadendo a terra sono successivamente dispersi soprattutto da insetti tipo formiche (disseminazione mirmecoria). In questo tipo di piante avviene anche un altro tipo di dispersione: zoocoria. Infatti gli uncini delle brattee dell'involucro (se presenti) si agganciano ai peli degli animali di passaggio disperdendo così anche su lunghe distanze i semi della pianta. Inoltre per merito del pappo (se presente)il vento può trasportare i semi anche a distanza di alcuni chilometri (disseminazione anemocora).

## Distribuzione e habitat
Le specie di questo genere sono distribuite in Sudafrica. L'habitat preferito sono i boschi fluviali e i margini forestali.

## Tassonomia
La famiglia di appartenenza di questa voce (Asteraceae o Compositae, nomen conservandum) probabilmente originaria del Sud America, è la più numerosa del mondo vegetale, comprende oltre 23.000 specie distribuite su 1.535 generi, oppure 22.750 specie e 1.530 generi secondo altre fonti (una delle checklist più aggiornata elenca fino a 1.679 generi). La famiglia attualmente (2021) è divisa in 16 sottofamiglie; la sottofamiglia Asteroideae è una di queste e rappresenta l'evoluzione più recente di tutta la famiglia.

### Filogenesi
Il genere di questa voce è descritto nella tribù Calenduleae (una delle 21 tribù della sottofamiglia Asteroideae). Da un punto di vista filogenetico, la tribù Calenduleae fa parte del supergruppo (o sottofamiglia) "Asteroideae grade"; l'altro è il supergruppo "Non-Asteroideae" contenente il resto delle sottofamiglie delle Asteraceae. All'interno del supergruppo è vicina alle tribù Senecioneae, Gnaphalieae, Astereae e Anthemideae.
Il genere Oxylaena inizialmente è stato inserito nella tribù delle Gnaphalieae. In seguito visti i caratteri simili alle specie del genere Gibbaria è stato trasferito nella sottotribù attuale. Tuttavia l'esistenza di questa specie, anche per la scarsità di individui, rimane problematica.
I caratteri distintivi di questa voce sono:
- il margine delle foglie è intero;
- i fiori del disco sono funzionalmente maschili.

### Sinonimi
Sono elencati alcuni sinonimi per questa entità:
- Anaglypha acicularis Benth.